# Payne Stewart
William Payne Stewart (Springfield, 30 gennaio 1957 – Mina, 25 ottobre 1999) è stato un golfista statunitense che ha vinto in carriera tre tornei Major, l'ultimo dei quali solo pochi mesi prima di morire in un incidente aereo.
Si è infatti imposto nell'U.S.Open nel 1991 e nel 1999 e nel PGA Championship nel 1989. Complessivamente in carriera ha vinto 23 tornei, tra i quali 11 eventi del PGA Tour.
Era popolare tra gli appassionati per il suo eccentrico modo di vestire durante le competizioni, che disputava sempre con un Tam o' Shanter in testa e i pantaloni a trequarti gamba, un abbigliamento retrò che rimandava alle uniformi tipiche del golf dei primi anni.
È morto a soli 42 anni in un incidente aereo a bordo di un Learjet 35 schiantatosi in Dakota del Sud dopo una decompressione.
Nel 2001 è stato introdotto nella World Golf Hall of Fame.